# Poa erectifolia
Poa erectifolia är en gräsart som beskrevs av Albert Spear Hitchcock. Poa erectifolia ingår i släktet gröen, och familjen gräs. Inga underarter finns listade i Catalogue of Life.